# Kaduï (possiólok)
|  | Per a altres significats, vegeu «Kaduï». |

Kaduï (en rus: Кадуй) és un poble (possiólok) de l'óblast d'Irkutsk, a Rússia, que el 2010 tenia 33 habitants. Etimologija   